# Андреас Бирнбахер
Андреас Бирнбахер (на немски: Andreas Birnbacher) е германски биатлонист, носител на сребърен медал в масовия старт и пет медала с щафетата на Германия, от които един златен, от световни първенства.
Започва кариерата си през 1995 г. 

## Резултати
Данните са взети от официалния профил в уебсайта на Международния съюз по биатлон и са актуални към края на 16 декември 2012 г. 

### Олимпийски игри
Андреас Бирнбахер участва във всички дисциплини на Зимните олимпийски игри във Ванкувър през 2010 г. Най-доброто му индивидуално класиране е 12-ото място в индивидуалния старт на 20 километра. Завършва на пето място в щафетата с отбора на Германия. 
| Първенство    | Индивидуално | Спринт | Преследване | Масов старт | Щафета |
| ------------- | ------------ | ------ | ----------- | ----------- | ------ |
| 2010 Ванкувър | 12-о         | 23-то  | 13-о        | 15-о        | 5-о    |

### Световни първенства
| Първенство          | Индивидуално | Спринт | Преследване | Масов старт | Щафета | Смесена щафета |
| ------------------- | ------------ | ------ | ----------- | ----------- | ------ | -------------- |
| 2004 Оберхоф        | 14-о         |        |             |             |        |                |
| 2005 Хохфилцен      |              | 56-о   | не стартира |             |        |                |
| 2006 Покклюка       |              |        |             |             |        | 4-то           |
| 2007 Антхолц        | 19-о         | 17-о   | 13-о        | Сребро      | —      | Бронз          |
| 2008 Йостершунд     | —            | 8-о    | 21-во       | 16-о        | Бронз  | Злато          |
| 2011 Ханти-Мансийск | 8-о          | 6-о    | 5-о         | 16-о        | 7-о    |                |
| 2012 Руполдинг      | 4-то         | 16-о   | 12-о        | 4-то        | Бронз  | Бронз          |

### Световна купа
Крайни класирания за Световната купа по биатлон по сезони:
- 2011/12: 3
- 2010/11: 14
- 2009/10: 15
- 2008/09: 27
- 2007/08: 10
- 2006/07: 13
- 2005/06: 17
- 2004/05: 30
- 2003/04: 29
- 2002/03: 46
- 2001/02: 54